# Darma
Darma (en népalais : दार्मा) est une municipalité rurale du Népal située dans le district de Salyan. Au recensement de 2011, elle comptait 19 996 habitants.
Elle regroupe les anciens comités de développement villageois de Darmakot, Bhalchaur et Dhakadam.